# 田中利佳
田中 利佳（たなか りか、1982年9月3日 - ）は、日本の元女子バスケットボール選手である。千葉県出身。コートネームは「レン」。ポジションはガードフォワード。173cm、63kg。A型。足のサイズ26.5cm。

## 人物
大原小でバスケを始め、大原中を経て昭和学院に進みインターハイ3位に輝く。
卒業後の2001年、ジャパンエナジー（現・ENEOS）に入社し、バスケットボール部のジャパンエナジーJOMOサンフラワーズ（現ENEOSサンフラワーズ）に加入。同期入社に大神雄子と後にマネージャーに転じる成井千夏がいる。
2005年、日本代表に選出され、東アジア競技大会に出場。
2006-07シーズンは開幕戦で左膝靭帯断裂により戦線離脱する。
2007-08シーズンは復帰シーズンながらWリーグ公式戦全試合にスタメンで出場。レギュラーシーズンの1試合平均得点で自己最高の14.64得点。ベスト5に選ばれる。
2008年、3年ぶりに日本代表に選出され、北京オリンピック最終予選に出場。
2008-09シーズンは3ポイントシュート成功率Wリーグ1位。1月のオールジャパンでベスト5に選出される。WJBLファイナルでは1試合平均22得点、第4戦ではオーバータイムでの逆転シュートを含む3ポイントシュート9本（試投16本）を決めて32得点してリーグ制覇に貢献。
2009年、JOMOの主将に就任する。2009-10シーズンはプレーオフを含むWJBL公式戦全試合にスターターで出場。
2011-12シーズンはWリーグ3ポイントシュート成功率1位。6月のロンドンオリンピック世界最終予選出場を最後に引退。

## 経歴
- 昭和学院高 - JOMO/JX（2001年〜2012年）

## 日本代表歴
- 2000年アジアジュニア選手権
- 2001年世界ジュニア選手権
- 2005年東アジア競技大会
- 2008年北京オリンピック世界最終予選
- 2012年ロンドンオリンピック世界最終予選

## 受賞歴
- 2007年度年間ベスト5賞
- 2007-08WJBLベスト5
- 2008年度年間ベスト5賞
- 2009年全日本総合バスケットボール選手権大会ベスト5
- WJBL功労賞